# 김정숙해군대학
김정숙해군대학(金正淑海軍大學)은 함경남도 함흥에 위치한 조선민주주의인민공화국의 군사교육기관이다.
해군 초급 지휘관 교육 기관으로서 1947년부터 해군군관학교로 불리다가, 1993년부터 김일성의 아내인 김정숙의 이름을 따서 현재의 명칭으로 개칭했다. 교내에 김정숙의 동상이 세워져 있다.
현역 사병 중 선발되는 4~5년제의 일반 과정 학생들은 졸업한 뒤 소위로 임관하여 해군의 지휘관이 되므로, 대한민국의 해군사관학교와 기능상 거의 유사하다.

## 참고 자료
- 김재홍 (1998년 10월 1일). 〈7. 김일성 권력의 유산 - 만경대 혁명학원과 김일성 군사종합대학〉. 《박정희의 유산》. 서울: 푸른숲. ISBN 89-7184-191-5.

## 같이 보기
- 강건종합군관학교
- 김책공군대학